# Лібер Сереньї
Лібе́р Сере́ньї Моске́ра (ісп. Líber Seregni Mosquera; 13 грудня 1916, Монтевідео — 31 липня 2004, там само) — уругвайський політичний і громадський діяч.

## Життєпис
Народився в Монтевідео. Закінчив місцеву бразильську школу та військове училище. З 1931 року — в армії. У 1963 році дослужився до генерала. На командних посадах перебував до 1969 року.
У 1971 році очолив Широкий фронт — ліве політичне об'єднання Уругваю.
У 1978 році був засуджений військовим трибуналом до 14 років в'язниці. 1984 року був визволений.
У 1996 році пішов з посади президента Широкого фронту і того ж року заснував Центр стратегічних досліджень.
У 2003 році остаточно залишив політичну діяльність.
Помер 31 липня 2004 року.

### Сім'я
Дружина Лілі Льєрено, яка народила двох доньок.

## Нагороди та відзнаки
- Почесний громадянин Ріо-де-Жанейро (1983).
- Міжнародна Ленінська премія «За зміцнення миру між народами» (1983).
- Золота медаль Миру імені Ф. Жоліо-Кюрі (1981).